# Graham Watanabe
Graham Watanabe (ur. 19 marca 1982 w Sun Valley) – amerykański snowboardzista, startujący od 1996 r. Startował na igrzyskach w Turynie, gdzie zajął 31. miejsce w snowcrossie. Na igrzyskach w Vancouver był 18 w snowcrossie. Najlepsze wyniki w Pucharze Świata osiągnął w sezonie 2009/2010, kiedy to zajął 11. miejsce w klasyfikacji generalnej, a w klasyfikacji snowboardcrossu był trzeci.

## Sukcesy

### Igrzyska olimpijskie
| Miejsce | Dzień     | Rok  | Miejscowość | Konkurencja    | Zwycięzca    |
| ------- | --------- | ---- | ----------- | -------------- | ------------ |
| 31.     | 16 lutego | 2006 | Turyn       | Snowboardcross | Seth Wescott |
| 18.     | 15 lutego | 2010 | Vancouver   | Snowboardcross | Seth Wescott |

### Mistrzostwa Świata
| Miejsce | Dzień       | Rok  | Miejscowość | Konkurencja    | Zwycięzca        |
| ------- | ----------- | ---- | ----------- | -------------- | ---------------- |
| 19.     | 16 stycznia | 2005 | Whistler    | Snowboardcross | Seth Wescott     |
| 38.     | 14 stycznia | 2007 | Arosa       | Snowboardcross | Xavier de Le Rue |
| 6.      | 18 stycznia | 2007 | Kangwŏn     | Snowboardcross | Markus Schairer  |

### Puchar Świata

#### Miejsca w klasyfikacji generalnej
- 1999/2000 – 127.
- 2000/2001 – –
- 2001/2002 – –
- 2002/2003 – –
- 2003/2004 – –
- 2004/2005 – –
- 2005/2006 – 127.
- 2006/2007 – 74.
- 2007/2008 – 20.
- 2008/2009 – 18.
- 2009/2010 – 11.

#### Miejsca na podium
1. Valle Nevado – 17 września 2004 (snowboardcross) – 1. miejsce
2. Gujō – 22 lutego 2008 (snowboardcross) – 1. miejsce
3. Sunday River – 28 lutego 2009 (snowboardcross) – 1. miejsce
4. Chapelco – 12 września 2009 (snowboardcross) – 3. miejsce
5. Stoneham – 21 stycznia 2010 (snowboardcross) – 2. miejsce